# Helipuerto de Tírvia

i7
i11
i13
Der Helipuerto de Tírvia ist ein Hubschrauberlandeplatz nördlich der Kleinstadt Tírvia in der Comarca Pallars Sobirà in der Provinz Lleida in der Autonomen Gemeinschaft von Katalonien (Spanien).
Der Platz wurde Ende 1986 Jahren errichtet und 1990 offiziell in Betriebe genommen. Er wird von der Generalitat de Catalunya betrieben und ist der Stützpunkt der Rettungshubschrauber besonders in der Wintersaison für die sechs ausgewiesene Skigebiete in der Region Pallars Sobirà und in den Sommermonaten der Stützpunkt der Löschhubschrauber der Bomberos de la Generalidat de Cataluña.
Das eingezäunte Flugplatzgelände mit rund 8.000 m² Grundfläche beinhaltet einen betonierten Helipad mit 24 × 24 Metern Lande- und Startfläche, der über einen Taxiway mit dem rund 400 m² großen Hangar, der Tankstelle mit 15.000 Liter Tank JET-A1 und dem Gebäude der Mannschaftsunterkunft verbunden ist.

## Navigationseinrichtungen
Der Helipad ist mit einem Helicopter Approach Path Indicator ausgerüstet, das System wird bei Nachtanflügen eingesetzt. Die Towerfrequenz ist 129.825 MHz.